# Hawajka cienkodzioba
Hawajka cienkodzioba (Akialoa obscura) – gatunek średniej wielkości ptaka z rodziny łuszczakowatych (Fringillidae). Występował endemicznie na wyspie Hawaiʻi.
Dla Europejczyków gatunek został odkryty w 1779 podczas trzeciej podróży Jamesa Cooka; naukowo opisał go Johann Friedrich Gmelin w 1788. Długość ciała wynosiła około 17 cm. Hawajki cienkodziobe wyróżniały się długim, zagiętym dziobem. Ich upierzenie było głównie oliwkowe; występowała niewielka różnica między upierzeniem samców i samic. Hawajki cienkodziobe zamieszkiwały lasy wyspy Hawaiʻi. Żywiły się bezkręgowcami i nektarem. Znany jest tylko jeden opis gniazda; znajdowało się w nim jedno młode, drugie przebywało obok. Pod koniec lat 90. XIX wieku hawajki cienkodziobe były jeszcze pospolite na wyspie. W 1902 H.W. Henshaw odnotował, że miejscami ich liczebność zaczęła spadać. Moment rozpoczęcia i przebieg wymierania zostały słabo udokumentowane. Ostatnie osobniki odłowiono w 1903, wtedy też miała miejsce ostatnia pewna obserwacja. Niepotwierdzone doniesienia pochodzą z 1937 i 1940. Gatunek uznany za wymarły.

## Taksonomia

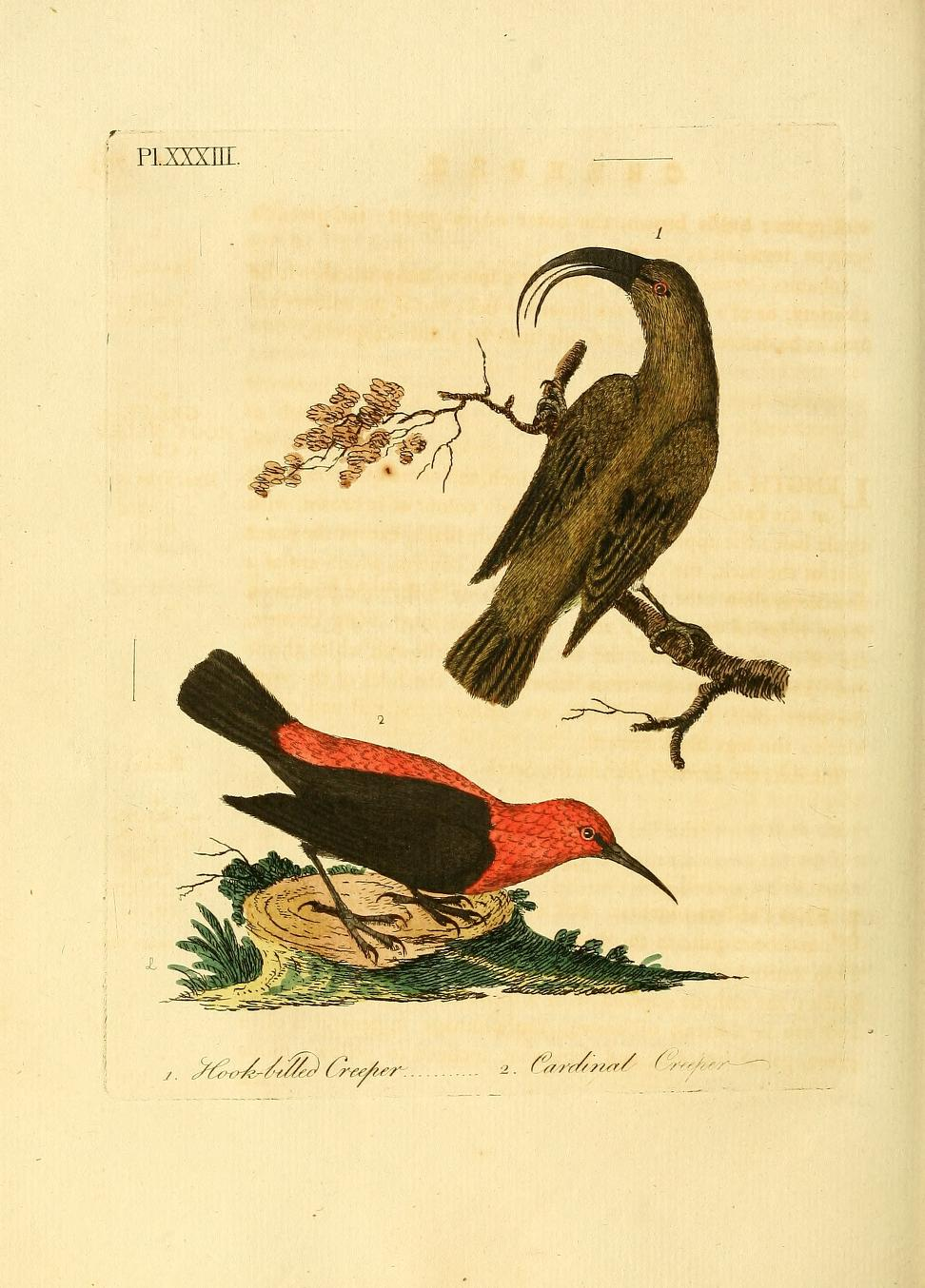
Tablica barwna z 1782; u góry hawajka cienkodzioba, na dole miodówka kardynalska (Myzomela cardinalis)

Po raz pierwszy gatunek opisał John Latham w 1782 w swoim A general synopsis of birds. Nie nadał mu jednak nazwy naukowej, a jedynie zwyczajową – Hook-billed green Creeper. Do opisu dołączona była tablica barwna oznaczona numerem XXXIII; pierwszy z ptaków na niej przedstawionych był hawajką cienkodziobą (po lewej). Później, bazując na opisie Lathama, hawajkę cienkodziobą opisał Johann Friedrich Gmelin w 1788 w 13. wydaniu Systema Naturae. Nadał jej nazwę Certhia obscura. Epitet gatunkowy obscurus oznacza z łaciny „ciemny”.
Obecnie (2021) Międzynarodowy Komitet Ornitologiczny (IOC) umieszcza ten gatunek w rodzaju Akialoa, jako jeden z czterech gatunków; wcześniej klasyfikował hawajkę cienkodziobą w rodzaju Hemignathus, za punkt odniesienia w kwestii nazwy uznaje książkę Pratta z 2005. Różni autorzy na przestrzeni lat klasyfikowali hawajkę cienkodziobą także w rodzaju Hemignathus.
Holotyp pozyskany został w styczniu lub lutym 1779 podczas trzeciej podróży Jamesa Cooka, w okolicach Kealakekua Bay. Pod koniec XIX wieku Rothschild odnotował, że holotyp, który opisał Latham, pozyskany został ze zbiorów angielskiego kolekcjonera obiektów przyrodniczych Ashtona Levera. Następnie trafił on do muzeum w Liverpoolu. Spreparowane okazy hawajek cienkodziobych współcześnie są przechowywane w zbiorach w Berkeley, Cambridge (Anglia), Cambridge (Massachusetts), Dreznie, Honolulu, Lejdzie, Liverpoolu, Los Angeles, Nowym Jorku, Ottawie, Paryżu, Filadelfii, Pittsburghu, San Francisco, Sydney, Tring, Wiedniu, Waszyngtonie i Yale; znanych jest ich 113.

## Morfologia
Długość ciała wynosiła około 17 cm. Rothschild podał wymiary szczegółowe dla 15 zbadanych osobników (11 samców i 4 samic; oryginalne podane w calach z dokładnością do 0,01 cala ≈ 0,25 mm): długość skrzydła 72–80 mm, długość ogona 41–50 mm, długość skoku 19–23 mm, długość górnej krawędzi dzioba (z uwzględnieniem krzywizny) 35–47 mm, odległość od nasady dzioba do końca (bez uwzględnienia krzywizny) 30–42 mm.
Upierzenie było całkowicie oliwkowe, dziób długi, zagięty w dół mocniej niż u innych przedstawicieli Akialoa. U samca wierzch ciała był oliwkowy, kuper i spód ciała jaśniejsze i bardziej żółte. Pokrywy podogonowe nieco żółtooliwkowe, kantarek ciemnoszary. Brew była jaskrawa, oliwkowożółta, wyraźniej zaznaczona niż u hawajek zielonych. Samica wyglądała podobnie, miała jednak mocniej zarysowaną brew i ogólnie bardziej matowe ubarwienie. Jej wierzch ciała był szarozielony, spód ciała i brew matowożółte. Osobniki młodociane przypominały samice, jednak barwę żółtą zastępowała brudnobiała, najjaśniejsza na brwi i pokrywach podogonowych. Na piersi występował żółtawy nalot, po bokach ciała oliwkowoszary. Na skrzydłach występowały dwa brudnobiałe paski skrzydłowe. Dziób i nogi były ciemnobrązowe lub, według innego źródła, ciemnoołowiane z jaśniejszą nasadą żuchwy.

## Zasięg, ekologia i zachowanie
Hawajka cienkodzioba była endemitem wyspy Hawaiʻi. W 1903 Perkins odnotował, że w dystrykcie  Kona występowały w lasach na różnych wysokościach n.p.m.; w jednym z dystryktów (ʻOlaʻa) zaobserwował je na wysokości ok. 460–760 m n.p.m. (1500–2500 stóp n.p.m.). Wilson obserwował je na wysokości 350–800 m n.p.m. Henshaw odnotował, że są pospolite w średnio wilgotnych lasach Acacia koa/Metrosideros polymorpha na północ od rzeki Wailuku (nad Hilo), a rzadkie w bardzo wilgotnych lasach Metrosideros polymorpha i paproci drzewiastych w ʻOlaʻa. Wilson i Evans odnotowali, że hawajki cienkodziobe chętnie zamieszkują obszary porośnięte przez paprocie drzewiaste, na wyspie sięgające nieraz do ok. 9 m (30 stóp) wysokości, a dzięki swojej barwie dobrze maskują się w ich liściach. Rothschild zaznaczył, że podobnie jak hawajki samotne (A. stejnegeri) hawajki cienkodziobe podczas żerowania preferowały rozkładające się lub na wpół rozłożone drzewa, przypuszczalnie ze względu na miękkie drewno, które były w stanie usuwać swoimi smukłymi dziobami; preferencje co do rodzaju drewna zauważył również Wilson. Henshaw zauważył, że hawajki cienkodziobe lubiły przebywać w skupiskach liści Freycinetia arborea, zbierających się na kształt kubka, w których kumulowały się martwe liście pełne owadów. Jedynie ptaki o specyficznych kształtach dzioba, takie jak hawajki cienkodziobe, mogły się do nich dostać. Pożywienie tych hawajek stanowiły bezkręgowce i nektar; skład pożywienia zmieniał się sezonowo. Nektar zbierały z kwiatów M. polymorpha i lobelii. Głos miał być wyróżniający się, podobny do głosu hawajek zielonych (Chlorodrepanis virens), ale głośniejszy i głębszy. Pieśń miała brzmieć jak krótki, żwawy tryl, przypominający pieśń hawajki pełzaczowatej (Hemignathus wilsoni) i zielonej, ale dająca się odróżnić.

### Lęgi
Jedynych informacji o rozrodzie dostarczył Perkins. W Fauna hawaiiensis zawarł opis gniazda:

Widziałem raz gniazdo Hemignathus obscurus. Było zbudowane blisko końca jednego z największych konarów drzewa Koa [A. koa], umieszczone nad rozwidleniem i dobrze ukryte. Zawierało tylko jedno młode, już zdolne do lotu, drugie siedziało na gałęzi poza gniazdem z dorosłymi ptakami. Gniazdo samo w sobie, z tego co mogłem zobaczyć, zdawało się być dość podobne do gniazda Chlorodrepanis, jednak było lepiej ukryte wśród porostów pokrywających gałąź, które wydawały się być częściowo użyte do jego konstrukcji. To gniazdo zostało znalezione pod koniec czerwca, a w tym samym dystrykcie (Kona) w tym czasie obserwowano wiele młodych ptaków karmionych przez dorosłe.

## Status

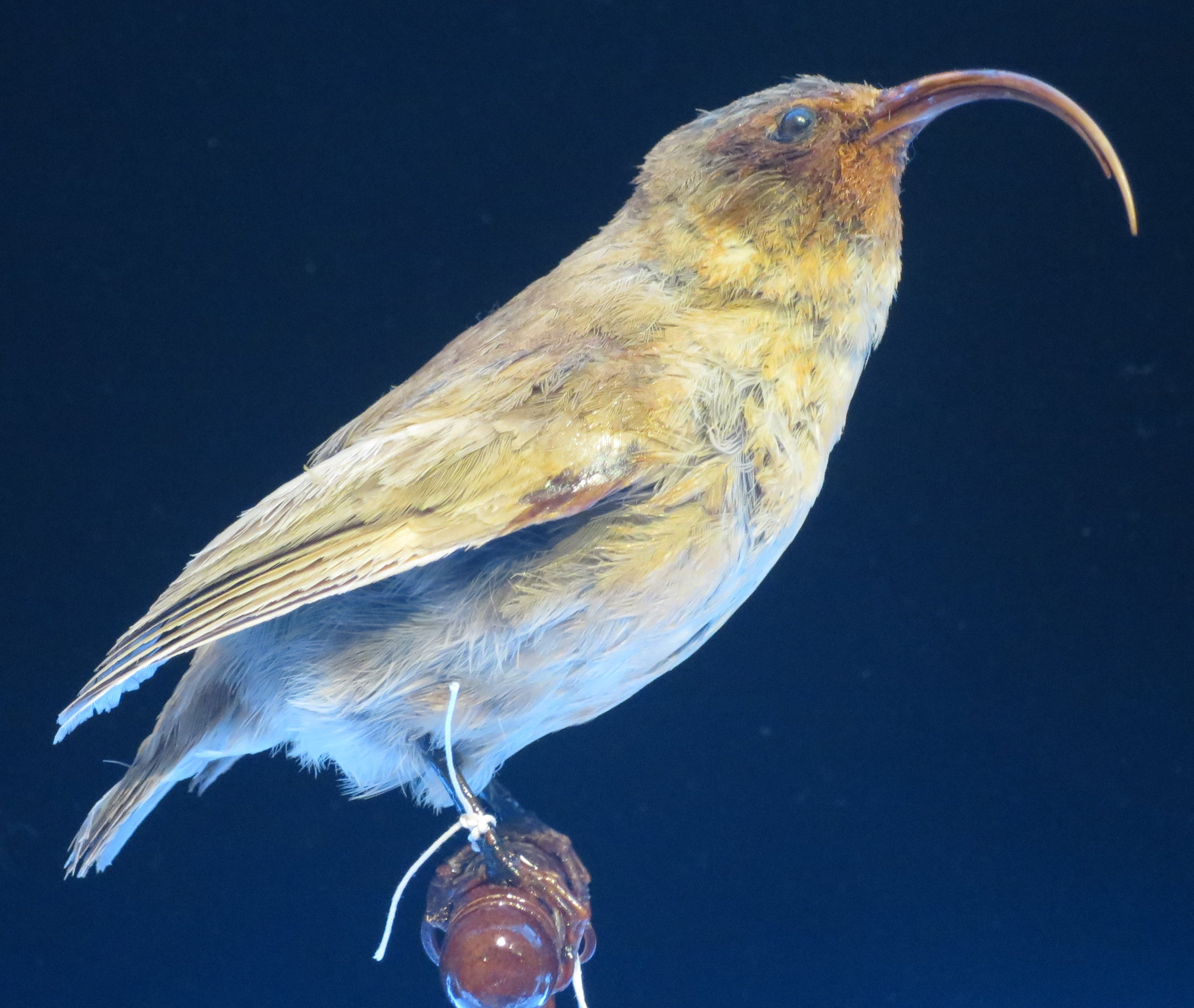
Spreparowana samica; Bishop Museum, Honolulu

IUCN uznaje hawajkę cienkodziobą za gatunek wymarły (EX, Extinct). Moment rozpoczęcia i przebieg wymierania są słabo udokumentowane, ponieważ niewiele jest obserwacji z początku XX wieku. W latach 90. XIX wieku były to ptaki pospolite na wyspie; wszyscy ornitolodzy XIX wieku z wyjątkiem Wilsona opisywali je jako pospolite. Henshaw (1902) zauważył, że ich liczebność miejscami zaczęła spadać. Zdaniem autora, głęboko w lasach Olaa panowały dobre warunki do życia dla hawajek cienkodziobych, jednak były one tam rzadkie. Wysnuł więc przypuszczenie, że są rzadkie na całej wyspie. Munro w 1936 i 1937 nie zaobserwował żadnych hawajek cienkodziobych. Trzy ostatnie osobniki (według innego źródła dwa) odłowili Chester E. Blacow i L.E. Miller w ʻUmikoa (315 m n.p.m.; północno-wschodni stok Mauna Kea) w sierpniu 1903. Z 1937 pochodzi niepotwierdzone doniesienie, według którego miano usłyszeć głos hawajki cienkodziobej w okolicy Keanakolu; Blacow miał widzieć tę hawajkę w 1940.
Według Lathama pióra hawajek cienkodziobych były używane przez rdzenną ludność w charakterze ozdób. Według BirdLife International za wymarcie odpowiada wylesianie i zawleczone przez komary na wyspy choroby. Perkins odnotował, że przedstawiciele rodzaju Hemignathus (wtedy obszerniejszego niż współcześnie) są podatni na nieokreśloną chorobę powodującą opuchliznę w pewnych miejscach ciała. Autor nie miał wątpliwości, że choroba ta jest śmiertelna, jednak trudno mu było oszacować śmiertelność, jako że ptaki, czując nadchodzącą śmierć, chowają się.